# Butch Queen
Butch Queen è il decimo album del cantante e drag queen RuPaul. È stato pubblicato il 4 marzo 2016, solamente tre giorni prima della première dell'ottava edizione di America's Next Drag Queen, programma molto acclamato di RuPaul. Nell'album ci sono delle apparizioni come Ellis Miah, Ts Madison e Taylor Dayne, ed altri.

## Storia dell'Album
Una canzone dell'album, "U Wear It Well", fu usata durante il trailer dell'ottava stagione nel febbraio del 2016, che fu rilasciato nei NewNowNext Award su Logo TV. Il 17 febbraio del 2016, RuPaul fece un tweet dove diceva che era felicissimo che aveva fatto una collaborazione con Taylor Dayne nel suo nuovo album, Butch Queen, e disse anche la data, così confermando l'uscita del suo decimo album. Questo fu il terzo album che uscì con un'uscita di un'edizione del suo programma, dopo Born Naked (2014) e Realness (2015).

## Singoli
Il singolo "U Wear It Well" fu rilasciato e pronto ad esser comprato su Internet il 29 febbraio 2016. Fu rilasciato anche un video musicale il giorno dopo l'uscita del singolo, sul canale YouTube, Worl of Wonder, dove c'era ogni look di RuPaul in tutte e sette le stagioni di RuPaul's Drag Race e la prima stagione di Rupaul's Drag Race All Stars.

## Tracce
1. Cha Cha Bitch (ft. AB Soto) – 3:33
2. U Wear It Well – 2:58
3. Category Is... (ft. Vjuan Allure) – 3:52
4. Legends (ft. Margo Thunder and Ellis Miah) – 3:32
5. Feel Like a Woman (ft. Vjuan Allure) – 3:46
6. Drop (ft. Ts Madison and Ellis Miah) – 3:00
7. Drag Queen Honey (ft. Vjuan Allure) – 4:18
8. Be Someone (ft. Taylor Dayne) – 3:40
9. How I Wanna Hold U (ft. Sharlotte Gibson and Matt Moss) – 3:07
10. High Fashion Labels (ft. Vjuan Allure) – 3:47
11. Sister Brother (ft. Margo Thunder) – 4:46
12. Nothing Nice (ft. Vjuan Allure) – 3:16

## Classifiche
| Classifica (2016)                    | Posizione raggiunta |
| ------------------------------------ | ------------------- |
| US Billboard Dance/Electronic Albums | 3                   |
| US Billboard Independent Albums      | 46                  |